# Bengie Molina
Benjamin José „Bengie“ Molina, Spitzname Big Money, (* 20. Juli 1974 in Río Piedras, San Juan) ist ein ehemaliger puerto-ricanischer Baseballspieler in der Major League Baseball (MLB) auf der Position des Catchers.

## Karriere
Molina wurde 1993 von den damaligen California Angels als Free Agent unter Vertrag genommen und spielte erstmals 1998 für die Angels in der MLB. Von 2000 bis 2005 war er der reguläre Catcher der Angels. Mit ihnen gewann er 2002 die World Series gegen die San Francisco Giants.
Nach Ablauf seines Vertrages bei den Angels unterschrieb Molina nach der Saison 2005 einen Ein-Jahres-Vertrag über 5 Millionen US-Dollar bei den Toronto Blue Jays. Ein Jahr später wurde er Free Agent und schloss mit den San Francisco Giants einen Drei-Jahres-Vertrag über 16 Millionen US-Dollar. Im Januar 2010 verlängerte er seinen Vertrag um ein weiteres Jahr. Die Giants transferierten ihn jedoch am 30. Juni 2010 zu den Texas Rangers. Hier schlug er am 16. Juli 2010 seinen ersten Cycle in einem Spiel gegen die Boston Red Sox: Einem Single und einem Double folgte ein Home Run bei geladenen Bases sowie abschließend ein Triple.

## Privatleben
Molina ist der ältere Bruder von José Molina und Yadier Molina, beides Catcher in der MLB. Mit seiner Frau Jamie hat er drei Töchter.